# Vajda Péter utca
A Vajda Péter utca Budapest VIII. kerületében található a Ganz negyed, a MÁVAG-kolónia és a Tisztviselőtelep között, az Orczy utat köti össze a Népligettel. (A Népligetet merőlegesen keresztezi.) Folytatása a kőbányai Fertő utca.

## Története
A korábban névtelen utca 1897-ben a Simor utca nevet kapta. 1953-ban Vajda Péter költőről nevezték el.
Elején található a Golgota tér. Az utca északi részén húzódik végig a volt Ganz–MÁVAG gyárterület, illetve a hozzá tartozó MÁVAG-kolónia (munkás lakótelep), déli részén régi bérházak, kisebb ipari épületek, valamint a Vajda Péter Ének-zenei Általános és Sportiskola található. Utóbbinak érdekessége, hogy ez volt Lechner Ödön, a szecesszió magyar atyjának utolsó épülete, amelynek építési munkálatai azonban csak Lechner halála után fejeződtek be. (Egyébként nem szecessziós stílusban).

## Közlekedés
További érdekesség, hogy a Ganz–MÁVAG-hoz tartozott egy vasúti próbapálya, amely a Vajda Péter utca felőli oldalon jött ki a gyárból és haladt a Népligetben a vasúti töltésig. Ehhez egy másik vágány is csatlakozott szintén a gyártelepről, amely a Könyves Kálmán körút mentén ágazott ki.
A Hungária körúton van egy egy azonos nevű villamosmegálló, amely az 1-es villamos egyik megállóhelye.
Az utcában 1951-2000 között közlekedett a 23-as és rövidebb megszakításokkal 1943-1977 között a 20-as villamos. A vágányokat az előbbi viszonylat megszüntetése után, 2000-ben bontották el. A 99-es busz 1963 óta halad végig az utcán.

## Épületek, épületegyüttesek
| Kép | Név                                                                          | Építés ideje             | Elhelyezkedés | Megjegyzés |
| --- | ---------------------------------------------------------------------------- | ------------------------ | ------------- | --- |
|     | Régi bérház                                                                  |                          | 1.            | |
|     | Ganz–MÁVAG                                                                   | 1870-től több részletben |               | Nagy kiterjedésű gyárterület, amely párhuzamosan húzódik a Vajda Péter utcával (északi oldalon), az utca elején, a Golgota térnél (Vajda Péter utca 2.?), illetve a végén közvetlenül érintkezik vele (Vajda Péter utca 8-12.?), a közbenső területen a MÁVAG-kolónia van az utca mentén. |
|     | Régi bérház                                                                  |                          | 3.            | |
|     | MÁVAG-kolónia                                                                | 1909–1910                | 4-6.          | A Magyar Királyi Állami Vas-, Acél- és Gépgyárak (MÁVAG) építette a dolgozói számára. Tervezte: Lipták Pál. |
|     | Régi bérház                                                                  |                          | 5.            | |
|     | Székesfővárosi kislakásos bérház                                             | 1910–1912                | 7-13.         | Épült Bárczy István kislakás- és iskolaépítési programja keretében. Tervezte: Márkus Géza és Spiegel Frigyes. |
|     |                                                                              |                          | 17-23.        | |
|     | Vajda Péter Ének-zenei Általános és Sportiskola                              | 1913–1924                | 25-31.        | Tervezte: Lechner Ödön és Reichl Kálmán. |
|     | Vajda Péter utcai templomtorony                                              | 1936                     | 33-35.        | Egy 1934-ben épült evangélikus templomhoz tartozott, amelyet később lebontottak. Tervezte: Lux Kálmán. |
|     | Katica bölcsőde és óvoda                                                     |                          | 37-39.        | |
|     | Székesfővárosi kislakásos bérház                                             | 1926                     | 43.           | Épült Liber Endre kislakásépítési programja keretében. Tervezte: Hültl Dezső. |
|     | Haluxvill Villamossági Szaküzlet. Kábelgyár Kereskedelmi és Szolgáltató Kft. |                          | 45-49.        | Az épület egy részében Penny üzletház üzemel. |